# Лендьєл Володимир Іванович
Лендьєл Володи́мир Іва́нович (17 квітня 1934, с. Іршава, нині місто Закарпатської області — 21 січня 2000, Ужгород) — український фізик, доктор фізико-математичних наук (1975), професор (1978), академік Академії наук вищої школи України, Заслужений діяч науки і техніки УРСР (1991).

## Навчання
Народився В.Лендьєл у сім'ї вчителів. В 1950 році він із золотою медаллю закінчив Берегівську середню школу № 1 і став студентом першого набору фізичного відділення хіміко-фізико-математичного факультету Ужгородського державного університету.
Перші власні наукові дослідження проводив під керівництвом професора В. А. Шкоди-Ульянова. Згодом продовжив їх на кафедрі теоретичної фізики під керівництвом професора Ю. М. Ломсадзе. Перша наукова публікація (у співавторстві) мала назву «Про поведінку повних перерізів піон-протонного розсіяння при великих енергіях».
В.Лендьєл закінчив Ужгородський державний університет 1955 року.

## Наукова діяльність
В.Лендьєл працював у новій галузі фундаментальних досліджень, що активно розвивалися з початку 1950-х років — фізики елементарних частинок та фізики високих енергій. Відповідно, він досліджував проблеми ядерних сил і елементарних частинок.
В 1960 році він висунув гіпотезу про існування нової елементарної частинки. У своїх подальших дослідженнях в Об'єднаному інституті ядерних досліджень (ОІЯД, м. Дубна, 1961) спільно з академіком Д. В. Ширковим та професором В. О. Мещеряковим йому вдалося підтвердити гіпотезу про існування скалярного мезона, який зараз асоціюється з бозоном Хіггса.
Його дсолідження стали основою кандидатської дисертації, яку В.Лендьєл успішно захистив 1964 року у Львівському державному університеті ім. Івана Франка.
У 1962 році він проводив свої наукові дослідження в Каліфорнійському технологічному інституті (Пасадена, США). Тут В.Лендьєл спільно з професором Д. Метьюзом запропонував нові правила сум для амплітуд розсіювання елементарних часток. Згодом вони стали надзвичайно актуальними при вивченні аналітичних властивостей амплітуд розсіювання гадронів. Також, він став свідком найбільш резонансного відкриття фізики елементарних часток — «вісімкового шляху» Гелл-Мана.
В 1964—1965 навчальному році В.Лендьєл викладає курс квантової механіки в університеті Кейн-Кост (Гана).
В 1965 р. обіймає посади завідувача кафедри загальноінженерних дисциплін, а згодом декана загальнотехнічного факультету рідного університету. Спільно з учнями він виконав цикл робіт, який об'єднує всі основні процеси пружного та непружного розсіювання (ππ→ππ, πN→πN, NN→NN), що складають основу теорії ядерних сил. За цей період три його учні (Б. М. Ернст, Ю. М. Марина та Є. В. Товтин) успішно захистили кандидатські дисертації, які стосувались взаємодії π-мезонів та нуклонів.
У 1974 р. В.Лендьєл захищає докторську дисертацію в Об'єднаному інституті ядерних досліджень (м. Дубна), присвячену побудові теорії піон-нуклонної та нуклон-нуклонної взаємодії на основі однобозонної моделі.
З 1976 року професор В.Лендьєл починає працювати завідувачем кафедри теоретичної фізики рідного університету (до 1996 року). В кінці 1970-х років він створює в Ужгороді наукову школу фізиків-теоретиків. Його учнями стає 12 кандидатів та 2 доктори наук. В результаті доволі жорсткого відбору всі три професори кафедри отримали міжнародне звання «Соросівський професор». В цей час вчений співпрацює з провідними науковими центрами та вченими різних наукових товариств: Беном Бедерсоном — головним редактором найпрестижнішого міжнародного журналу «Physical Review», Дьєрдьом Марксом — головою угорського фізичного товариства, академіками М. М. Боголюбовим, Д. В. Ширковим, О. М. Ситенком, І. Р. Юхновським, Ю. М. Березанським та іншими.
З 1980 по 1988 роки В.Лендьєл обіймав посаду ректора Ужгородського державного університету. Уже на другому році його перебування на посаді керівника вузу було здано в експлуатацію новий навчальний корпус університетського містечка. Згодом (1986 р.) зведено їдальню на 300 місць для студентів та професорсько-викладацького складу, наступного року збудовано підвісний міст через р. Уж для переходу в спортивно-оздоровчий табір «Скалка», що в селі Кам'яниця.
В 1996 році був переведений на посаду професора кафедри теоретичної фізики УжНУ.

### Наукові інтереси
В.Лендьєл досліджував проблеми теоретичної фізики, зокрема взаємодії елементарних частинок, малочастинкової системи, електронно-атомні зіткнення, а також метод змішування конфігурацій, діагоналізаційний метод, метод сильного зв'язку каналів, R-матричний метод, метод фазових функцій, метод апроксимації Паде, метод гіперсферичних координат та інші.
У наукових працях він уперше передбачив існування скалярних мезонів, на основі чого здійснений послідовний опис взаємодії пі-мезонів і нуклонів з нуклонами.

### Наукові праці
В.Лендьєл — автор понад 200 наукових праць, у тому числі два підручники з грифом Міністерства освіти та 5 монографій, одна з яких видана найавторитетнішим міжнародним видавництвом Springer-Verlag (Німеччина). Він також був членом редколегії «Українського фізичного журналу».
- Нерелятивистская квантовая теория рассеяния: Учеб. пособ. — Ленинград, 1983;
- Применение специальных функций в теории рассеяния волн и частиц: Учеб. пособ. — Ужгород, 1983;
- Применение теории функций комплексной переменной в теоретической физике: Учеб. пособ. — Ужгород, 1983;
- Введение в теорию атомных столкновений: Учеб. пособ. — Ужгород, 1986;
- Теория резонансных явлений в электрон-атомных столкновениях. — К., 1988;
- Введение в теорию атомных столкновений: [Учеб. пособие для спец. «Физика»] / В. И. Лендьел, В. Ю. Лазур, М. И. Карбованец; М-во высш. и сред. спец. образования УССР, Учеб.-метод. каб. по высш. образовании, Ужгород. гос. ун-т. — Киев: УМКВО, 1988. — 109,[2] с. : ил.;
- Resonance Phenomena in Elektron-Atom Collisions. — Heidelberg, 1992 (усі — співавт.).

## Нагороди
- Державна премія України в галузі науки і техніки (1995) — за цикл наукових праць «Елементарні процеси та резонансні явища у зіткненнях електронів, атомів та іонів» (Керівник — професор В. І. Лендьєл, а також фізик-експериментатор І. П. та О. Б. Шпеник, Е. П. Сабад, І. С. Алексахін, А. Й. Імре, А. М. Завилопуло, Л. Л. Шимон.

## Увіковічнення пам'яті
- На будинку № 35 по вулиці Волошина в Ужгороді, в якому він жив і працював у 2000 році було встановлено меморіальну дошку.

## В рамках декомунізації рішенням Ужгородської міськради переіменована вулиця на честь Володимира Лендьєла (від вул. Собранецької до вул. Університетської, паралельно вулиці Грибоєдова (Миколи Амосова)  факт
- ув'язненням.